# Tayeb Zitouni (1956)
Pour les articles homonymes, voir Zitouni et Tayeb Zitouni.
Tayeb Zitouni (en arabe : الطيب زيتوني), né le 24 septembre 1956 à Oran, est un homme politique algérien, ministre des Moudjahidine de 2014 à 2017 et de 2017 à 2021.

## Biographie
Fils de chahid, il est licencié en droit privé. D’abord membre du Front de libération nationale (FLN), il a été directeur des Moudjahidine des wilayas d'Oran, Mostaganem et Tlemcen et cofondateur de l'Organisation nationale des enfants de chouhada (ONEC). À l’issue d’un scrutin qui a pu être qualifié de « fraude caractérisée », il est président de l'Assemblée populaire communale (APC) d'Oran de 1997 à 2002, sous les couleurs du Rassemblement national démocratique (RND) ; il échoue en revanche à obtenir un mandat au Conseil de la Nation.
Directeur de la campagne d'Abdelaziz Bouteflika dans la wilaya d'Oran lors de l'élection présidentielle algérienne de 2014, il est nommé ministre des Moudjahidine le 5 mai 2014, devenant le premier titulaire de la fonction à ne pas être un vétéran de la guerre d'indépendance. Il est ensuite désigné tête de liste du RND à Oran lors des élections législatives algériennes de 2017.
Après avoir brièvement quitté ses fonctions en avril 2017, il est de nouveau nommé ministre en mai 2017. Le 11 octobre 2018, il déclare que « Dieu a envoyé Bouteflika comme miséricorde pour l'Algérie ».
En 2021, Tayeb Zitouni critique le refus des autorités françaises de fournir à l'Algérie les cartes topographiques qui donnent les sites « des déchets polluants, radioactifs ou chimiques non-découverts à ce jour ».